# Limnophora patersoni
Limnophora patersoni este o specie de muște din genul Limnophora, familia Muscidae, descrisă de Zielke în anul 1970. Conform Catalogue of Life specia Limnophora patersoni nu are subspecii cunoscute.